# Breweria pickeringii
Breweria pickeringii là một loài thực vật có hoa trong họ Bìm bìm. Loài này được (Torr. ex M.A. Curtis) A. Gray mô tả khoa học đầu tiên năm 1878.